# ハープ協奏曲 (ヘンデル)
ハープ協奏曲 変ロ長調 HWV294aは、1736年に初演されたゲオルク・フリードリヒ・ヘンデル作曲の独奏ハープのための協奏曲。世界最初のハープ協奏曲である。全3楽章。独奏楽器をオルガンに変えた別稿もある。

## 作曲の経緯
ヘンデルの協奏曲・合奏協奏曲の多くは、舞台作品を上演する際に幕間の余興として演奏するために作曲されたものである。本曲も頌歌『アレクサンダーの饗宴』がコヴェント・ガーデン劇場で1736年2月19日に初演されたとき、一夜の出し物としては短すぎるため、同時に初演するためにハープ協奏曲、合奏協奏曲ハ長調「アレクサンダーの饗宴」HWV318、イタリア語カンタータ『チェチーリアよ、まなざしを向けたまえ』HWV89、オルガン協奏曲ト長調HWV289の4曲を作曲したものである。ただしハープ協奏曲は幕間用ではなく、頌歌の本編に組みこまれて演奏された。1738年に出版された『アレクサンダーの饗宴』の出版譜にはこの協奏曲は含まれていないが、第1部のレチタティーヴォ「いと高く座したるティモテウス」(Timotheus, plac'd on high)の後に「ハープ、リュート、リリコード、その他のための協奏曲」が置かれており、本曲のことと考えられる。このレチタティーヴォはティモテウスのリラ演奏の様子について歌っており、ハープ曲が演奏されるのは歌詞と合っている。
ヘンデルが使用したハープはトリプル・ハープであり、ペダルを使わずにすべての半音が演奏できたが、演奏は非常に困難だった。ヘンデルはこの楽器をオペラ『ジュリオ・チェーザレ』、オラトリオ『エステル』、『サウル』でも使用している。
初演から2年後の1738年に『オルガン協奏曲集作品4』（全6曲）がジョン・ウォルシュ（子）から出版されたとき、ヘンデル本人が本作品をオルガン協奏曲として編曲した別稿がその第6番（HWV294）として収録された。

## 曲の構成
管弦楽の楽譜はリコーダーおよびヴァイオリン（弱音器つき）用が2部と低音（ヴィオラ・チェロ・コントラバス・チェンバロ）用の3段からなる。ヴァイオリンが弱音器つきであること、低音がピッツィカートで演奏されること、および管楽器がリコーダーのみであることは、独奏楽器がハープであることを配慮したためと考えられる。曲は全奏部分と独奏楽器のみの部分が交替する。急-緩-急の3楽章から構成される。
1. Andante allegro, 4⁄4拍子 変ロ長調
2. Largetto, 3⁄4拍子 ト短調
3. Allegro moderato, 3⁄8拍子 変ロ長調

## 使用
とくに第1楽章の冒頭は親しみやすい旋律でよく知られ、マツダ・ルーチェやハウス食品のザ・ホテル・カレーなどのコマーシャルのBGMとして使われている。また、第2楽章の9分10秒ごろから1分間が1970年代〜1981年のサンテレビのクロージングに使用されていた。